# Prodotti agroalimentari tradizionali trentini e altoatesini
I Prodotti Agroalimentari Tradizionali del Trentino-Alto Adige riconosciuti dal Ministero delle politiche agricole alimentari e forestali, su proposta della Provincia autonoma di Bolzano e della Provincia autonoma di Trento sono i seguenti, aggiornati alla ventitreesima revisione del 22 maggio 2023:

## Provincia autonoma di Bolzano
| N.  | Definizione (dati ufficiali del Ministero delle politiche agricole alimentari e forestali) | Cat.   | Settore                                                                                             | Regione             |
| --- | ------------------------------------------------------------------------------------------ | ------ | --------------------------------------------------------------------------------------------------- | ------------------- |
| 1   | Altreier Kaffee (caffè di Anterivo) surrogato                                              | P.A.T. | Bevande analcoliche, distillati e liquori                                                           | Trentino-Alto Adige |
| 2   | Kranewitter (ginepro)                                                                      | P.A.T. | Bevande analcoliche, distillati e liquori                                                           | Trentino-Alto Adige |
| 3   | Latschenschnaps (liquore di mugo)                                                          | P.A.T. | Bevande analcoliche, distillati e liquori                                                           | Trentino-Alto Adige |
| 4   | Nusseler (nocino)                                                                          | P.A.T. | Bevande analcoliche, distillati e liquori                                                           | Trentino-Alto Adige |
| 5   | Schwarzbeerschnaps (grappa di mirtilli)                                                    | P.A.T. | Bevande analcoliche, distillati e liquori                                                           | Trentino-Alto Adige |
| 6   | Bauernschinken (prosciutto contadino)                                                      | P.A.T. | Carni (e frattaglie) fresche e loro preparazione                                                    | Trentino-Alto Adige |
| 7   | Blutwurst (sanguinaccio)                                                                   | P.A.T. | Carni (e frattaglie) fresche e loro preparazione                                                    | Trentino-Alto Adige |
| 8   | Fleischkäse (salame cotto al forno)                                                        | P.A.T. | Carni (e frattaglie) fresche e loro preparazione                                                    | Trentino-Alto Adige |
| 9   | Gamswurst (salsiccia di camoscio)                                                          | P.A.T. | Carni (e frattaglie) fresche e loro preparazione                                                    | Trentino-Alto Adige |
| 10  | Geräuchertes Gamsfleisch (carne di camoscio affumicato)                                    | P.A.T. | Carni (e frattaglie) fresche e loro preparazione                                                    | Trentino-Alto Adige |
| 11  | Geräuchertes Hirschfleisch (carne di cervo affumicato)                                     | P.A.T. | Carni (e frattaglie) fresche e loro preparazione                                                    | Trentino-Alto Adige |
| 12  | Geräuchertes Lammfleisch (carne di agnello affumicato)                                     | P.A.T. | Carni (e frattaglie) fresche e loro preparazione                                                    | Trentino-Alto Adige |
| 13  | Geräuchertes Rindfleisch (manzo affumicato)                                                | P.A.T. | Carni (e frattaglie) fresche e loro preparazione                                                    | Trentino-Alto Adige |
| 14  | Gesurtes Schweinernes (carne di maiale salmistrata)                                        | P.A.T. | Carni (e frattaglie) fresche e loro preparazione                                                    | Trentino-Alto Adige |
| 15  | Hauswurst (salsiccia fresca aromatizzata)                                                  | P.A.T. | Carni (e frattaglie) fresche e loro preparazione                                                    | Trentino-Alto Adige |
| 16  | Hirschwurst (salsiccia di cervo)                                                           | P.A.T. | Carni (e frattaglie) fresche e loro preparazione                                                    | Trentino-Alto Adige |
| 17  | Kalbskopf (testina di vitello)                                                             | P.A.T. | Carni (e frattaglie) fresche e loro preparazione                                                    | Trentino-Alto Adige |
| 18  | Kaminwurzen (salamino affumicato)                                                          | P.A.T. | Carni (e frattaglie) fresche e loro preparazione                                                    | Trentino-Alto Adige |
| 19  | Leberwurst (salsiccia di fegato)                                                           | P.A.T. | Carni (e frattaglie) fresche e loro preparazione                                                    | Trentino-Alto Adige |
| 20  | Meraner Würstel (würstel di Merano)                                                        | P.A.T. | Carni (e frattaglie) fresche e loro preparazione                                                    | Trentino-Alto Adige |
| 21  | Speck                                                                                      | P.A.T. | Carni (e frattaglie) fresche e loro preparazione                                                    | Trentino-Alto Adige |
| 22  | Algunder Bauernkäse halbfett (formaggio contadino semigrasso di Lagundo)                   | P.A.T. | Formaggi                                                                                            | Trentino-Alto Adige |
| 23  | Algunder Butterkäse (formaggio di Lagundo)                                                 | P.A.T. | Formaggi                                                                                            | Trentino-Alto Adige |
| 24  | Algunder Ziegenkäse (formaggio di capra di Lagundo)                                        | P.A.T. | Formaggi                                                                                            | Trentino-Alto Adige |
| 25  | Alpkäse (formaggio di alpeggio)                                                            | P.A.T. | Formaggi                                                                                            | Trentino-Alto Adige |
| 26  | Aschbacher Magerkäse (formaggio aschbach magro)                                            | P.A.T. | Formaggi                                                                                            | Trentino-Alto Adige |
| 27  | Graukäse (formaggio grigio)                                                                | P.A.T. | Formaggi                                                                                            | Trentino-Alto Adige |
| 28  | Hartkäse Alta Badia (Formaggio duro Alta Badia)                                            | P.A.T. | Formaggi                                                                                            | Trentino-Alto Adige |
| 29  | Hartkäse Gran Spicchio & Gran Dolomiti (Formaggio duro Gran Spicchio & Gran Dolomiti       | P.A.T. | Formaggi                                                                                            | Trentino-Alto Adige |
| 30  | Hochpustertaler (formaggio Alta Pusteria)                                                  | P.A.T. | Formaggi                                                                                            | Trentino-Alto Adige |
| 31  | Hochpustertaler fettreduziert (Alta Pusteria semigrasso)                                   | P.A.T. | Formaggi                                                                                            | Trentino-Alto Adige |
| 32  | Innichner (San Candido)                                                                    | P.A.T. | Formaggi                                                                                            | Trentino-Alto Adige |
| 33  | Innichner Bergkäse (Montagna San Candido)                                                  | P.A.T. | Formaggi                                                                                            | Trentino-Alto Adige |
| 34  | Innichner Butterkäse (Caciottina Montanara)                                                | P.A.T. | Formaggi                                                                                            | Trentino-Alto Adige |
| 35  | Ortler (formaggio dell'Ortler)                                                             | P.A.T. | Formaggi                                                                                            | Trentino-Alto Adige |
| 36  | Pustertaler Bergkäse (formaggio di montagna della Val Pusteria)                            | P.A.T. | Formaggi                                                                                            | Trentino-Alto Adige |
| 37  | Räucherkäse (formaggio affumicato)                                                         | P.A.T. | Formaggi                                                                                            | Trentino-Alto Adige |
| 38  | Schnittkäse Bela Badia (formaggio da taglio Bela Badia)                                    | P.A.T. | Formaggi                                                                                            | Trentino-Alto Adige |
| 39  | Schnittkäse Dolomitenkönig (Formaggio da taglio Dolomitenkönig)                            | P.A.T. | Formaggi                                                                                            | Trentino-Alto Adige |
| 40  | Schnittkäse Malga Gardena (Formaggio da taglio Malga Gardena)                              | P.A.T. | Formaggi                                                                                            | Trentino-Alto Adige |
| 41  | Schnittkäse Marienberger (Formaggio da taglio Monte Maria)                                 | P.A.T. | Formaggi                                                                                            | Trentino-Alto Adige |
| 42  | Schnittkäse Pragser Stange (formaggio da taglio Braies Stanga                              | P.A.T. | Formaggi                                                                                            | Trentino-Alto Adige |
| 43  | Schnittkäse Pustertaler (Formaggio da taglio Pusteria)                                     | P.A.T. | Formaggi                                                                                            | Trentino-Alto Adige |
| 44  | Schnittkäse Schlanderser leicht (Formaggio da taglio Silandro leggero)                     | P.A.T. | Formaggi                                                                                            | Trentino-Alto Adige |
| 45  | Schnittkäse Vinschger (Formaggio al taglio Venosta)                                        | P.A.T. | Formaggi                                                                                            | Trentino-Alto Adige |
| 46  | Sextner Almkäse (formaggio di montagna di Sesto)                                           | P.A.T. | Formaggi                                                                                            | Trentino-Alto Adige |
| 47  | Toblacher Stangenkäse (formaggio originale di Dobbiaco)                                    | P.A.T. | Formaggi                                                                                            | Trentino-Alto Adige |
| 48  | Zieger (formaggio fresco aromatizzato)                                                     | P.A.T. | Formaggi                                                                                            | Trentino-Alto Adige |
| 49  | Alpbutter (burro d'alpeggio)                                                               | P.A.T. | Grassi, burro, margarina, olio                                                                      | Trentino-Alto Adige |
| 50  | Apfelsaft (succo di mele)                                                                  | P.A.T. | Prodotti vegetali allo stato naturale o trasformati                                                 | Trentino-Alto Adige |
| 51  | Brotklee (Trigonella)                                                                      | P.A.T. | Prodotti vegetali allo stato naturale o trasformati                                                 | Trentino-Alto Adige |
| 52  | Buchweizenmehl (farina di grano saraceno)                                                  | P.A.T. | Prodotti vegetali allo stato naturale o trasformati                                                 | Trentino-Alto Adige |
| 53  | Fichtenhonigsirup (sciroppo di abete)                                                      | P.A.T. | Prodotti vegetali allo stato naturale o trasformati                                                 | Trentino-Alto Adige |
| 54  | Himbeersirup (sciroppo di lamponi)                                                         | P.A.T. | Prodotti vegetali allo stato naturale o trasformati                                                 | Trentino-Alto Adige |
| 55  | Holersirup (sciroppo di sambuco)                                                           | P.A.T. | Prodotti vegetali allo stato naturale o trasformati                                                 | Trentino-Alto Adige |
| 56  | Kastanien von Südtirol (castagne dell'Alto Adige)                                          | P.A.T. | Prodotti vegetali allo stato naturale o trasformati                                                 | Trentino-Alto Adige |
| 57  | Kloazn (pere essiccate)                                                                    | P.A.T. | Prodotti vegetali allo stato naturale o trasformati                                                 | Trentino-Alto Adige |
| 58  | Kren (rafano)                                                                              | P.A.T. | Prodotti vegetali allo stato naturale o trasformati                                                 | Trentino-Alto Adige |
| 59  | Latschenkiefer-Sirup (sciroppo di pino mugo)                                               | P.A.T. | Prodotti vegetali allo stato naturale o trasformati                                                 | Trentino-Alto Adige |
| 60  | Löwenzahnhonigsirup (sciroppo di tarassaco)                                                | P.A.T. | Prodotti vegetali allo stato naturale o trasformati                                                 | Trentino-Alto Adige |
| 61  | Marille (albicocca Val Venosta)                                                            | P.A.T. | Prodotti vegetali allo stato naturale o trasformati                                                 | Trentino-Alto Adige |
| 62  | Mohnsamen (seme di papavero)                                                               | P.A.T. | Prodotti vegetali allo stato naturale o trasformati                                                 | Trentino-Alto Adige |
| 63  | Plentn (polenta)                                                                           | P.A.T. | Prodotti vegetali allo stato naturale o trasformati                                                 | Trentino-Alto Adige |
| 64  | Preiselbeermarmelade (marmellata di mirtilli)                                              | P.A.T. | Prodotti vegetali allo stato naturale o trasformati                                                 | Trentino-Alto Adige |
| 65  | Ribissirup (sciroppo di ribes)                                                             | P.A.T. | Prodotti vegetali allo stato naturale o trasformati                                                 | Trentino-Alto Adige |
| 66  | Rübenkeime (germogli di rape)                                                              | P.A.T. | Prodotti vegetali allo stato naturale o trasformati                                                 | Trentino-Alto Adige |
| 67  | Sauerkraut (crauti)                                                                        | P.A.T. | Prodotti vegetali allo stato naturale o trasformati                                                 | Trentino-Alto Adige |
| 68  | Terlaner Spargel (asparago di Terlano)                                                     | P.A.T. | Prodotti vegetali allo stato naturale o trasformati                                                 | Trentino-Alto Adige |
| 69  | Apfelbrot (pane di mele)                                                                   | P.A.T. | Paste fresche e prodotti della panetteria, della biscotteria, della pasticceria e della confetteria | Trentino-Alto Adige |
| 70  | Apfelkiechl (frittelle di mele)                                                            | P.A.T. | Paste fresche e prodotti della panetteria, della biscotteria, della pasticceria e della confetteria | Trentino-Alto Adige |
| 71  | Breatl (pagnotta)                                                                          | P.A.T. | Paste fresche e prodotti della panetteria, della biscotteria, della pasticceria e della confetteria | Trentino-Alto Adige |
| 72  | Dorf Tiroler (pagnotta del paese "Tirolo")                                                 | P.A.T. | Paste fresche e prodotti della panetteria, della biscotteria, della pasticceria e della confetteria | Trentino-Alto Adige |
| 73  | Faschingskrapfen (bomboloni di Carnevale)                                                  | P.A.T. | Paste fresche e prodotti della panetteria, della biscotteria, della pasticceria e della confetteria | Trentino-Alto Adige |
| 74  | Fastenbrezel (brezel di Quaresima)                                                         | P.A.T. | Paste fresche e prodotti della panetteria, della biscotteria, della pasticceria e della confetteria | Trentino-Alto Adige |
| 75  | Fela Struzn (pane a forma di ferro di cavallo)                                             | P.A.T. | Paste fresche e prodotti della panetteria, della biscotteria, della pasticceria e della confetteria | Trentino-Alto Adige |
| 76  | Fochas (focaccia)                                                                          | P.A.T. | Paste fresche e prodotti della panetteria, della biscotteria, della pasticceria e della confetteria | Trentino-Alto Adige |
| 77  | Germzopf (treccia lievitata)                                                               | P.A.T. | Paste fresche e prodotti della panetteria, della biscotteria, della pasticceria e della confetteria | Trentino-Alto Adige |
| 78  | Hirtenbrot (pane del pastore)                                                              | P.A.T. | Paste fresche e prodotti della panetteria, della biscotteria, della pasticceria e della confetteria | Trentino-Alto Adige |
| 79  | Holermulla (gelatina di sambuco)                                                           | P.A.T. | Paste fresche e prodotti della panetteria, della biscotteria, della pasticceria e della confetteria | Trentino-Alto Adige |
| 80  | Kaisersemmel (rosetta imperiale)                                                           | P.A.T. | Paste fresche e prodotti della panetteria, della biscotteria, della pasticceria e della confetteria | Trentino-Alto Adige |
| 81  | Kiechl (ciambella dolce)                                                                   | P.A.T. | Paste fresche e prodotti della panetteria, della biscotteria, della pasticceria e della confetteria | Trentino-Alto Adige |
| 82  | Knödel (canederli)                                                                         | P.A.T. | Paste fresche e prodotti della panetteria, della biscotteria, della pasticceria e della confetteria | Trentino-Alto Adige |
| 83  | Krapfen                                                                                    | P.A.T. | Paste fresche e prodotti della panetteria, della biscotteria, della pasticceria e della confetteria | Trentino-Alto Adige |
| 84  | Milzschnitten (crostini di milza)                                                          | P.A.T. | Paste fresche e prodotti della panetteria, della biscotteria, della pasticceria e della confetteria | Trentino-Alto Adige |
| 85  | Mohnmingilan (frittella di papavero)                                                       | P.A.T. | Paste fresche e prodotti della panetteria, della biscotteria, della pasticceria e della confetteria | Trentino-Alto Adige |
| 86  | Nocken (gnocchi)                                                                           | P.A.T. | Paste fresche e prodotti della panetteria, della biscotteria, della pasticceria e della confetteria | Trentino-Alto Adige |
| 87  | Paarl (coppia di pagnotte)                                                                 | P.A.T. | Paste fresche e prodotti della panetteria, della biscotteria, della pasticceria e della confetteria | Trentino-Alto Adige |
| 88  | Palabirabrot (pane alle pere)                                                              | P.A.T. | Paste fresche e prodotti della panetteria, della biscotteria, della pasticceria e della confetteria | Trentino-Alto Adige |
| 89  | Pindl (pane di segale a tre coppie)                                                        | P.A.T. | Paste fresche e prodotti della panetteria, della biscotteria, della pasticceria e della confetteria | Trentino-Alto Adige |
| 90  | Polsterzipfel (frittella alla marmellata)                                                  | P.A.T. | Paste fresche e prodotti della panetteria, della biscotteria, della pasticceria e della confetteria | Trentino-Alto Adige |
| 91  | Püces (pane ladino)                                                                        | P.A.T. | Paste fresche e prodotti della panetteria, della biscotteria, della pasticceria e della confetteria | Trentino-Alto Adige |
| 92  | Schlutzkrapfen (ravioloni ripieni)                                                         | P.A.T. | Paste fresche e prodotti della panetteria, della biscotteria, della pasticceria e della confetteria | Trentino-Alto Adige |
| 93  | Schwarzer Weggen (filone integrale)                                                        | P.A.T. | Paste fresche e prodotti della panetteria, della biscotteria, della pasticceria e della confetteria | Trentino-Alto Adige |
| 94  | Strauben (frittella "strauben")                                                            | P.A.T. | Paste fresche e prodotti della panetteria, della biscotteria, della pasticceria e della confetteria | Trentino-Alto Adige |
| 95  | Strudel                                                                                    | P.A.T. | Paste fresche e prodotti della panetteria, della biscotteria, della pasticceria e della confetteria | Trentino-Alto Adige |
| 96  | Tirtlan (frittelle tirtlan)                                                                | P.A.T. | Paste fresche e prodotti della panetteria, della biscotteria, della pasticceria e della confetteria | Trentino-Alto Adige |
| 97  | Vinschgauer Struzn (pane della Val Venosta a forma di ferro di cavallo)                    | P.A.T. | Paste fresche e prodotti della panetteria, della biscotteria, della pasticceria e della confetteria | Trentino-Alto Adige |
| 98  | Vollkornpaar (paarl integrale)                                                             | P.A.T. | Paste fresche e prodotti della panetteria, della biscotteria, della pasticceria e della confetteria | Trentino-Alto Adige |
| 99  | Vorschlag (pagnotta di farine miste)                                                       | P.A.T. | Paste fresche e prodotti della panetteria, della biscotteria, della pasticceria e della confetteria | Trentino-Alto Adige |
| 100 | Vorschlag Paarl (coppia di pagnotte di farine miste)                                       | P.A.T. | Paste fresche e prodotti della panetteria, della biscotteria, della pasticceria e della confetteria | Trentino-Alto Adige |
| 101 | Zelten (dolce natalizio a base di frutta secca)                                            | P.A.T. | Paste fresche e prodotti della panetteria, della biscotteria, della pasticceria e della confetteria | Trentino-Alto Adige |
| 102 | Zwetschgen- und Marillenknödel (canederli dolci con albicocca e prugne)                    | P.A.T. | Paste fresche e prodotti della panetteria, della biscotteria, della pasticceria e della confetteria | Trentino-Alto Adige |
| 103 | Buttermilch (latticello)                                                                   | P.A.T. | Prodotti di origine animale (miele, prodotti lattiero caseari di vario tipo escluso il burro)       | Trentino-Alto Adige |

## Provincia autonoma di Trento
| N.  | Definizione (dati ufficiali del Ministero delle politiche agricole alimentari e forestali)     | Cat.   | Settore                                                                                             | Regione             |
| --- | ---------------------------------------------------------------------------------------------- | ------ | --------------------------------------------------------------------------------------------------- | ------------------- |
| 1   | Amaro Valle di Ledro                                                                           | P.A.T. | Bevande analcoliche, distillati e liquori                                                           | Trentino-Alto Adige |
| 2   | Distillati di frutta trentina                                                                  | P.A.T. | Bevande analcoliche, distillati e liquori                                                           | Trentino-Alto Adige |
| 3   | Ginepro (acquavite di ginepro) - gin distillato                                                | P.A.T. | Bevande analcoliche, distillati e liquori                                                           | Trentino-Alto Adige |
| 4   | Imperatoria (acquavite di Imperatoria)                                                         | P.A.T. | Bevande analcoliche, distillati e liquori                                                           | Trentino-Alto Adige |
| 5   | Picco rosso                                                                                    | P.A.T. | Bevande analcoliche, distillati e liquori                                                           | Trentino-Alto Adige |
| 6   | Sciroppo di lampone, mirtillo nero, ribes nero                                                 | P.A.T. | Bevande analcoliche, distillati e liquori                                                           | Trentino-Alto Adige |
| 7   | Sciroppo di sambuco o conserva de sambùch (dulzen)                                             | P.A.T. | Bevande analcoliche, distillati e liquori                                                           | Trentino-Alto Adige |
| 8   | Stomatica Foletto                                                                              | P.A.T. | Bevande analcoliche, distillati e liquori                                                           | Trentino-Alto Adige |
| 9   | Birra di Fiemme                                                                                | P.A.T. | Birre                                                                                               | Trentino-Alto Adige |
| 10  | Barbusto o “moretto”                                                                           | P.A.T. | Carni (e frattaglie) fresche e loro preparazione                                                    | Trentino-Alto Adige |
| 11  | Brusti e/o baldonazzi                                                                          | P.A.T. | Carni (e frattaglie) fresche e loro preparazione                                                    | Trentino-Alto Adige |
| 12  | Cacciatore nostrano all'aglio di Caderzone                                                     | P.A.T. | Carni (e frattaglie) fresche e loro preparazione                                                    | Trentino-Alto Adige |
| 13  | Càren de pègora en salamoia (carne di pecora in salamoia)                                      | P.A.T. | Carni (e frattaglie) fresche e loro preparazione                                                    | Trentino-Alto Adige |
| 14  | Carne “fumada” di Siror                                                                        | P.A.T. | Carni (e frattaglie) fresche e loro preparazione                                                    | Trentino-Alto Adige |
| 15  | Carne salada del Trentino                                                                      | P.A.T. | Carni (e frattaglie) fresche e loro preparazione                                                    | Trentino-Alto Adige |
| 16  | Carne “salada” di capra o di pecora                                                            | P.A.T. | Carni (e frattaglie) fresche e loro preparazione                                                    | Trentino-Alto Adige |
| 17  | Carne “salmistrada” della Valle di Cembra o carne “fumada” se affumicata                       | P.A.T. | Carni (e frattaglie) fresche e loro preparazione                                                    | Trentino-Alto Adige |
| 18  | Carne di cavallo affumicata                                                                    | P.A.T. | Carni (e frattaglie) fresche e loro preparazione                                                    | Trentino-Alto Adige |
| 19  | Ciuighe                                                                                        | P.A.T. | Carni (e frattaglie) fresche e loro preparazione                                                    | Trentino-Alto Adige |
| 20  | Cotechino di maiale                                                                            | P.A.T. | Carni (e frattaglie) fresche e loro preparazione                                                    | Trentino-Alto Adige |
| 21  | Figadèt                                                                                        | P.A.T. | Carni (e frattaglie) fresche e loro preparazione                                                    | Trentino-Alto Adige |
| 22  | Fritole o sizole                                                                               | P.A.T. | Carni (e frattaglie) fresche e loro preparazione                                                    | Trentino-Alto Adige |
| 23  | Lardo e/o lardo “fuma”                                                                         | P.A.T. | Carni (e frattaglie) fresche e loro preparazione                                                    | Trentino-Alto Adige |
| 24  | Lucanica di capra o pecora                                                                     | P.A.T. | Carni (e frattaglie) fresche e loro preparazione                                                    | Trentino-Alto Adige |
| 25  | Lucanica mochena di cavallo                                                                    | P.A.T. | Carni (e frattaglie) fresche e loro preparazione                                                    | Trentino-Alto Adige |
| 26  | Lucanica mochena piccante                                                                      | P.A.T. | Carni (e frattaglie) fresche e loro preparazione                                                    | Trentino-Alto Adige |
| 27  | Lucanica mochena stagionata                                                                    | P.A.T. | Carni (e frattaglie) fresche e loro preparazione                                                    | Trentino-Alto Adige |
| 28  | Luganega cauriota affumicata o lucanica cauriota affumicata                                    | P.A.T. | Carni (e frattaglie) fresche e loro preparazione                                                    | Trentino-Alto Adige |
| 29  | Luganega del Trentino                                                                          | P.A.T. | Carni (e frattaglie) fresche e loro preparazione                                                    | Trentino-Alto Adige |
| 30  | Luganega secca della Valle di Cembra                                                           | P.A.T. | Carni (e frattaglie) fresche e loro preparazione                                                    | Trentino-Alto Adige |
| 31  | Mortandela                                                                                     | P.A.T. | Carni (e frattaglie) fresche e loro preparazione                                                    | Trentino-Alto Adige |
| 32  | Mortandela affumicata della Valle di Non (valli di Non e di Sole)                              | P.A.T. | Carni (e frattaglie) fresche e loro preparazione                                                    | Trentino-Alto Adige |
| 33  | Pancetta affumicata                                                                            | P.A.T. | Carni (e frattaglie) fresche e loro preparazione                                                    | Trentino-Alto Adige |
| 34  | Pancetta arrotolata all'aglio o panceta ligada all'ai della Val Rendena                        | P.A.T. | Carni (e frattaglie) fresche e loro preparazione                                                    | Trentino-Alto Adige |
| 35  | Pancetta nostrana all'aglio di Caderzone                                                       | P.A.T. | Carni (e frattaglie) fresche e loro preparazione                                                    | Trentino-Alto Adige |
| 36  | Paste “de luganeghe” o pasta di lucaniche                                                      | P.A.T. | Carni (e frattaglie) fresche e loro preparazione                                                    | Trentino-Alto Adige |
| 37  | Pezate di agnelo o pezate                                                                      | P.A.T. | Carni (e frattaglie) fresche e loro preparazione                                                    | Trentino-Alto Adige |
| 38  | Probusto                                                                                       | P.A.T. | Carni (e frattaglie) fresche e loro preparazione                                                    | Trentino-Alto Adige |
| 39  | Salame all'aglio di Caderzone                                                                  | P.A.T. | Carni (e frattaglie) fresche e loro preparazione                                                    | Trentino-Alto Adige |
| 40  | Salame all'aglio o salame da l'ai della Val Rendena                                            | P.A.T. | Carni (e frattaglie) fresche e loro preparazione                                                    | Trentino-Alto Adige |
| 41  | Salamella fresca all'aglio di Caderzone                                                        | P.A.T. | Carni (e frattaglie) fresche e loro preparazione                                                    | Trentino-Alto Adige |
| 42  | Salsiccia fresca o luganegheta fresca o salziza fresca                                         | P.A.T. | Carni (e frattaglie) fresche e loro preparazione                                                    | Trentino-Alto Adige |
| 43  | Scorzèta                                                                                       | P.A.T. | Carni (e frattaglie) fresche e loro preparazione                                                    | Trentino-Alto Adige |
| 44  | Speck del Trentino                                                                             | P.A.T. | Carni (e frattaglie) fresche e loro preparazione                                                    | Trentino-Alto Adige |
| 45  | Canestrato                                                                                     | P.A.T. | Formaggi                                                                                            | Trentino-Alto Adige |
| 46  | Caprino                                                                                        | P.A.T. | Formaggi                                                                                            | Trentino-Alto Adige |
| 47  | Casàda                                                                                         | P.A.T. | Formaggi                                                                                            | Trentino-Alto Adige |
| 48  | Casolet                                                                                        | P.A.T. | Formaggi                                                                                            | Trentino-Alto Adige |
| 49  | Dolomiti                                                                                       | P.A.T. | Formaggi                                                                                            | Trentino-Alto Adige |
| 50  | Fontal                                                                                         | P.A.T. | Formaggi                                                                                            | Trentino-Alto Adige |
| 51  | Misto capra                                                                                    | P.A.T. | Formaggi                                                                                            | Trentino-Alto Adige |
| 52  | Montagna                                                                                       | P.A.T. | Formaggi                                                                                            | Trentino-Alto Adige |
| 53  | Monte Baldo e Monte Baldo primo fiore                                                          | P.A.T. | Formaggi                                                                                            | Trentino-Alto Adige |
| 54  | Monteson                                                                                       | P.A.T. | Formaggi                                                                                            | Trentino-Alto Adige |
| 55  | Nostrano (nostrano “de casel”, nostrano, nostrano di malga, nostrano di Primiero)              | P.A.T. | Formaggi                                                                                            | Trentino-Alto Adige |
| 56  | Provola e caciotta a pasta filata                                                              | P.A.T. | Formaggi                                                                                            | Trentino-Alto Adige |
| 57  | Tosèla                                                                                         | P.A.T. | Formaggi                                                                                            | Trentino-Alto Adige |
| 58  | Tre valli                                                                                      | P.A.T. | Formaggi                                                                                            | Trentino-Alto Adige |
| 59  | Vezzena                                                                                        | P.A.T. | Formaggi                                                                                            | Trentino-Alto Adige |
| 60  | Burro, burro di malga del Trentino                                                             | P.A.T. | Grassi (burro, margarina, oli)                                                                      | Trentino-Alto Adige |
| 61  | Asparago di Zambana                                                                            | P.A.T. | Prodotti vegetali allo stato naturale o trasformati                                                 | Trentino-Alto Adige |
| 62  | Broccolo di Torbole e Santa Massenza                                                           | P.A.T. | Prodotti vegetali allo stato naturale o trasformati                                                 | Trentino-Alto Adige |
| 63  | Carota della Val di Gresta                                                                     | P.A.T. | Prodotti vegetali allo stato naturale o trasformati                                                 | Trentino-Alto Adige |
| 64  | Cavoli cappucci della Val di Gresta                                                            | P.A.T. | Prodotti vegetali allo stato naturale o trasformati                                                 | Trentino-Alto Adige |
| 65  | Crauti                                                                                         | P.A.T. | Prodotti vegetali allo stato naturale o trasformati                                                 | Trentino-Alto Adige |
| 66  | Le verde, o verdòle                                                                            | P.A.T. | Prodotti vegetali allo stato naturale o trasformati                                                 | Trentino-Alto Adige |
| 67  | Mais "spin, o nostrano della Valsugana"                                                        | P.A.T. | Prodotti vegetali allo stato naturale o trasformati                                                 | Trentino-Alto Adige |
| 68  | Mais “nostrano di Storo”                                                                       | P.A.T. | Prodotti vegetali allo stato naturale o trasformati                                                 | Trentino-Alto Adige |
| 69  | Marmellata di frutti di bosco o conserva de impòmbore, giasene, more                           | P.A.T. | Prodotti vegetali allo stato naturale o trasformati                                                 | Trentino-Alto Adige |
| 70  | Marmellata di mirtilli rossi o conserva de garnètole                                           | P.A.T. | Prodotti vegetali allo stato naturale o trasformati                                                 | Trentino-Alto Adige |
| 71  | Marmellata di ribes o conserva de ùa spinèla                                                   | P.A.T. | Prodotti vegetali allo stato naturale o trasformati                                                 | Trentino-Alto Adige |
| 72  | Marone trentino                                                                                | P.A.T. | Prodotti vegetali allo stato naturale o trasformati                                                 | Trentino-Alto Adige |
| 73  | Noce del Bleggio                                                                               | P.A.T. | Prodotti vegetali allo stato naturale o trasformati                                                 | Trentino-Alto Adige |
| 74  | Patata trentina di montagna                                                                    | P.A.T. | Prodotti vegetali allo stato naturale o trasformati                                                 | Trentino-Alto Adige |
| 75  | Pere antiche trentine                                                                          | P.A.T. | Prodotti vegetali allo stato naturale o trasformati                                                 | Trentino-Alto Adige |
| 76  | Sedano rapa della Val di Gresta                                                                | P.A.T. | Prodotti vegetali allo stato naturale o trasformati                                                 | Trentino-Alto Adige |
| 77  | Basini de Trent                                                                                | P.A.T. | Paste fresche e prodotti della panetteria, della biscotteria, della pasticceria e della confetteria | Trentino-Alto Adige |
| 78  | Béchi panzalini o filone a due tagli                                                           | P.A.T. | Paste fresche e prodotti della panetteria, della biscotteria, della pasticceria e della confetteria | Trentino-Alto Adige |
| 79  | Bina                                                                                           | P.A.T. | Paste fresche e prodotti della panetteria, della biscotteria, della pasticceria e della confetteria | Trentino-Alto Adige |
| 80  | Brazedèl                                                                                       | P.A.T. | Paste fresche e prodotti della panetteria, della biscotteria, della pasticceria e della confetteria | Trentino-Alto Adige |
| 81  | Buzòla                                                                                         | P.A.T. | Paste fresche e prodotti della panetteria, della biscotteria, della pasticceria e della confetteria | Trentino-Alto Adige |
| 82  | Canederli trentini                                                                             | P.A.T. | Paste fresche e prodotti della panetteria, della biscotteria, della pasticceria e della confetteria | Trentino-Alto Adige |
| 83  | Canèderlo al formaggio o gnoches dà formài                                                     | P.A.T. | Paste fresche e prodotti della panetteria, della biscotteria, della pasticceria e della confetteria | Trentino-Alto Adige |
| 84  | Cròfani                                                                                        | P.A.T. | Paste fresche e prodotti della panetteria, della biscotteria, della pasticceria e della confetteria | Trentino-Alto Adige |
| 85  | Cuccalar                                                                                       | P.A.T. | Paste fresche e prodotti della panetteria, della biscotteria, della pasticceria e della confetteria | Trentino-Alto Adige |
| 86  | Gelato artigianale trentino                                                                    | P.A.T. | Paste fresche e prodotti della panetteria, della biscotteria, della pasticceria e della confetteria | Trentino-Alto Adige |
| 87  | Gratini                                                                                        | P.A.T. | Paste fresche e prodotti della panetteria, della biscotteria, della pasticceria e della confetteria | Trentino-Alto Adige |
| 88  | Grostoli/crostoli                                                                              | P.A.T. | Paste fresche e prodotti della panetteria, della biscotteria, della pasticceria e della confetteria | Trentino-Alto Adige |
| 89  | Pan co le fritole                                                                              | P.A.T. | Paste fresche e prodotti della panetteria, della biscotteria, della pasticceria e della confetteria | Trentino-Alto Adige |
| 90  | Pan de segàla                                                                                  | P.A.T. | Paste fresche e prodotti della panetteria, della biscotteria, della pasticceria e della confetteria | Trentino-Alto Adige |
| 91  | Pan de sòrc                                                                                    | P.A.T. | Paste fresche e prodotti della panetteria, della biscotteria, della pasticceria e della confetteria | Trentino-Alto Adige |
| 92  | Pan taià o gramolato                                                                           | P.A.T. | Paste fresche e prodotti della panetteria, della biscotteria, della pasticceria e della confetteria | Trentino-Alto Adige |
| 93  | Pane di molche - pam de molche                                                                 | P.A.T. | Paste fresche e prodotti della panetteria, della biscotteria, della pasticceria e della confetteria | Trentino-Alto Adige |
| 94  | Pinza                                                                                          | P.A.T. | Paste fresche e prodotti della panetteria, della biscotteria, della pasticceria e della confetteria | Trentino-Alto Adige |
| 95  | Strangolapreti                                                                                 | P.A.T. | Paste fresche e prodotti della panetteria, della biscotteria, della pasticceria e della confetteria | Trentino-Alto Adige |
| 96  | Stràuli o stràboli                                                                             | P.A.T. | Paste fresche e prodotti della panetteria, della biscotteria, della pasticceria e della confetteria | Trentino-Alto Adige |
| 97  | Strudel                                                                                        | P.A.T. | Paste fresche e prodotti della panetteria, della biscotteria, della pasticceria e della confetteria | Trentino-Alto Adige |
| 98  | Torta di “fregoloti”                                                                           | P.A.T. | Paste fresche e prodotti della panetteria, della biscotteria, della pasticceria e della confetteria | Trentino-Alto Adige |
| 99  | Tortoléti coi puriòni                                                                          | P.A.T. | Paste fresche e prodotti della panetteria, della biscotteria, della pasticceria e della confetteria | Trentino-Alto Adige |
| 100 | Zelten, celteno o pane di frutta                                                               | P.A.T. | Paste fresche e prodotti della panetteria, della biscotteria, della pasticceria e della confetteria | Trentino-Alto Adige |
| 101 | Sisam                                                                                          | P.A.T. | Preparazioni di pesci, molluschi e crostacei e tecniche particolari di allevamento degli stessi     | Trentino-Alto Adige |
| 102 | Miel di rasabèch (rododendro)                                                                  | P.A.T. | Prodotti di origine animale (miele, prodotti lattiero caseari di vario tipo escluso il burro)       | Trentino-Alto Adige |
| 103 | Miele trentino                                                                                 | P.A.T. | Prodotti di origine animale (miele, prodotti lattiero caseari di vario tipo escluso il burro)       | Trentino-Alto Adige |
| 104 | Ricotta di capra fresca, o poina de caòra fresca e ricotta di capra affumicata, o poina fumàda | P.A.T. | Prodotti di origine animale (miele, prodotti lattiero caseari di vario tipo escluso il burro)       | Trentino-Alto Adige |
| 105 | Ricotta/ricotta affumicata o poina/poina fumàda                                                | P.A.T. | Prodotti di origine animale (miele, prodotti lattiero caseari di vario tipo escluso il burro)       | Trentino-Alto Adige |